# Monte Alegre de Minas
Monte Alegre de Minas is een gemeente in de Braziliaanse deelstaat Minas Gerais. De gemeente telt 19.051 inwoners (schatting 2009).

## Aangrenzende gemeenten
De gemeente grenst aan Araporã, Canápolis, Centralina, Prata, Tupaciguara en Uberlândia.